# Lorena Abicht

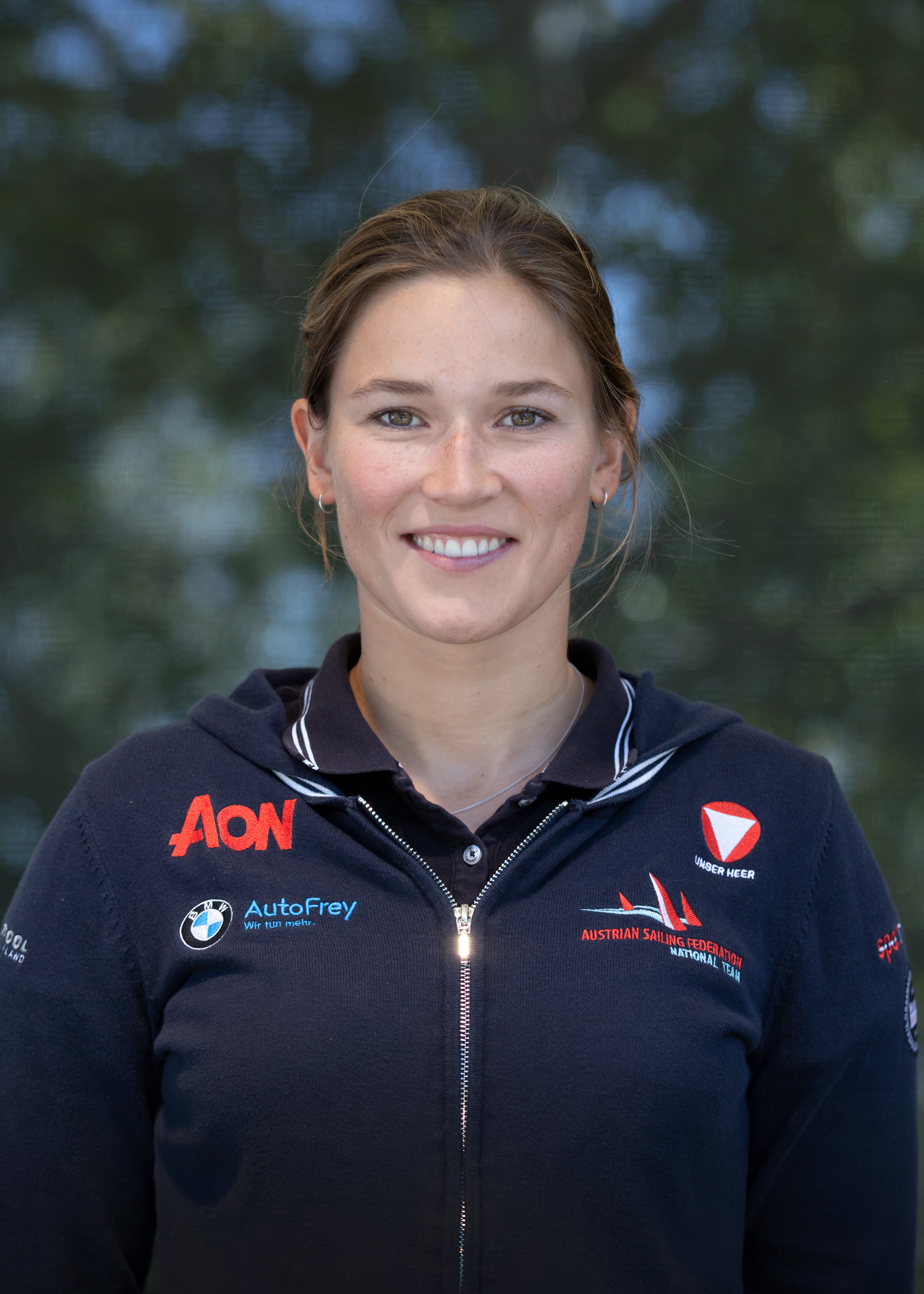
Lorena Abicht (2019)

Lorena Abicht (* 12. Juli 1994 in Hamburg) ist eine österreichische Seglerin. Seit 2017 bildet sie im 49er FX eine Paarung mit Tanja Frank, mit der sie 2018 die Silbermedaille bei den Weltmeisterschaften gewinnen konnte. Das 49erFX-Team Frank/Abicht ist für die Olympischen Sommerspiele 2020 in Tokio qualifiziert.

## Leben
Bereits im Alter von nur vier Jahren begann Lorena Abicht zu segeln und steuerte zunächst eine Optimisten-Jolle. Danach segelte sie in der 420er-Klasse, anschließend in der 470er-Klasse. 2016 folgte der Umstieg in den 49erFX und erste Trainingseinheiten mit Tanja Frank, die auf Partnersuche war. Die beiden Seglerinnen kannten sich aus Kindertagen.
2017 bestritten sie mit der Weltmeisterschaft in Porto ihr erstes Großereignis. Nur ein Jahr später holte das Team mit Tanja Frank im dänischen Aarhus WM-Silber sowie den Startplatz für Tokio 2020.
In ihrer Freizeit beschäftigt sie sich mit Kiten, Tauchen und Surfen.
Abicht ist Heeressportlerin im Heeressportzentrum des Österreichischen Bundesheers. Derzeit trägt sie den Dienstgrad Korporal.